# شتيفان شتانغل
شتيفان شتانغل (بالألمانية: Stefan Stangl)‏ (20 أكتوبر 1991 في النمسا - ) هو لاعب كرة قدم نمساوي في مركز الدفاع. لعب مع رابيد فيينا وشتورم غراتس ونادي غروديغ و1. Wiener Neustädter SC ‏ وSV Horn ‏.

## وصلات خارجية
- شتيفان شتانغل على موقع الاتحاد الأوربي (الإنجليزية)
- شتيفان شتانغل على موقع قاعدة بيانات كرة القدم.إي يو (الإنجليزية)
- شتيفان شتانغل على موقع Soccerbase.com (لاعب) (الإنجليزية)
- شتيفان شتانغل على موقع Soccerway.com (الإنجليزية)
- شتيفان شتانغل على موقع عالم كرة القدم.نت (الإنجليزية)
- شتيفان شتانغل على موقع AS.com (الإسبانية)